# Route nationale 47 (Madagascar)
Pour les articles homonymes, voir Route nationale 47.
La route nationale 47 (N 47) est une route nationale s'étendant de Ivato jusqu'à Antoetra  à Madagascar.

## Description
La route nationale 47 parcourt 25 kilomètres dans la région de Amoron'i Mania, au centre de Madagascar.
Elle part de la N 7 à Ivato et se dirige vers le sud-est jusqu'à Antoetra.

## Parcours
- Ivato
- Antoetra